# Cyclosternum viridimonte
Cyclosternum viridimonte är en spindelart som beskrevs av Valerio 1982. Cyclosternum viridimonte ingår i släktet Cyclosternum och familjen fågelspindlar.
Artens utbredningsområde är Costa Rica. Inga underarter finns listade i Catalogue of Life.